# Toshihiko Kankawa
Toshihiko Kankawa (jap. 寒川 敏彦, Kankawa Toshihiko; * 1954 in der Präfektur Osaka) ist ein japanischer Jazzmusiker (Orgel), der auch unter dem Pseudonym „Blue Smith“ auftrat.
Toshihiko Kankawa hatte bereits  mit drei Jahren Klavierunterricht; mit 18 begann er  professionell aufzutreten; 1978 bis 1980 trat er regelmäßig in der TV-Show 11PM auf. Er lebte ein Jahr in den Vereinigten Staaten, wo er Unterricht bei Jimmy Smith in Los Angeles hatte. 1983 legte er sein Debütalbum Hobo's Blues vor, gefolgt von Quarter Run (1984), mit Jimmy Smith als Gastmusiker. 1986 trat er unter dem Pseudonym Blue Smith mit Lou Donaldson auf dem ersten Mt. Fuji Jazz Festival Blue Note auf. 1986 tourte er mit Buddy Tate und Arnett Cobb, in den folgenden Jahren auch mit Joe Henderson, Richard Tee und Cornell Dupree; ferner trat er auf zahlreichen japanischen Jazzfestivals und in Clubs auf. 1987 legte Kankawa mit Nobuo Hara das Album Mr. Soul Man vor. 
Ab 1989 lebte Kankawa in New York City, wo er mit eigener Band in Harlem spielte; außerdem spielte er mit Dennis Chambers und Phil Upchurch. 1992 gastierte er auf dem North Sea Jazz Festival; 2004 tourte er mit Hiram Bullock. Der Diskograf Tom Lord listet seine Beteiligung im Bereich des Jazz zwischen 1967 und 2011 bei zehn Aufnahmesessions.